# ليوناردو فينيسيوس بيريرا لويز
ليوناردو فينيسيوس بيريرا لويز (5 يونيو 1987 في البرازيل - ) هو لاعب كرة قدم برازيلي في مركز الدفاع.

## وصلات خارجية
- ليوناردو فينيسيوس بيريرا لويز على موقع قاعدة بيانات كرة القدم.إي يو (الإنجليزية)
- ليوناردو فينيسيوس بيريرا لويز على موقع Soccerway.com (الإنجليزية)